# ترور نافرجام مصطفی الکاظمی
در صبح ۷ نوامبر ۲۰۲۱ (۱۶ آبان ۱۴۰۰)، نیروهای مسلح عراق گزارش دادند که مصطفی الکاظمی، نخست‌وزیر عراق از یک سوء قصد جان سالم به در برد. یک پهپاد مملو از مواد منفجره به اقامتگاه وی در بغداد حمله کرد که باعث شد چند تن از محافظان امنیتی وی مجروح شوند.هیچ‌کس مسئولیت این حمله را بر عهده نگرفته است، اگرچه اجماع عمومی بر این است که این کار توسط شبه نظامیان طرفدار ایران انجام شده است.

## شرح واقعه
ساعت ۲ و ۱۵ دقیقه بامداد یکشنبه ۱۶ آبان، همزمان سه پهپاد به محل اقامت مصطفی کاظمی حمله کردند. دو پهپاد توسط محافظ کاظمی سرنگون شده و پهپاد سوم به محل اقامت او اصابت کرد، که موجب مجروح شدن چند نفر از محافظان او شد.

## عاملان
- شبه‌نظامیان شیعه مورد حمایت جمهوری اسلامی ایران متهم‌اند که پس از شکست در انتخابات، روز هفتم نوامبر سوء قصد را انجام داده‌اند.[۱۰]
- گمان می‌رود نیروهای نیابتی ایرانی مسئول سوءقصد ماه گذشته به مصطفی الکاظمی نخست‌وزیر عراق باشند.[۱۱]
- حمله پهپادی در دل اوج‌گیری بحران سیاسی در عراق به‌دلیل مخالفت حشد الشعبی با نتایج انتخابات پارلمانی روی داد. دولت عراق تلاش کرد که انگشت اتهام را آشکارا به سمت گروه‌های مسلح داخلی عراقی که مورد حمایت ایران بودند قرار نگیرد.[۱۲]